# Rudolf és az elveszett játékok szigete
A Rudolf és az elveszett játékok szigete (eredeti cím: Rudolph the Red-Nosed Reindeer & the Island of Misfit Toys) 2001-ben megjelent amerikai–kanadai 3D-s számítógépes animációs film, amely Kevin Hopps műve alapján készült. Az animációs játékfilm rendezője és producere William R. Kowalchuk. A forgatókönyvet Andrew Greenberg írta, a zenéjét Bruce Roberts szerezte. A videofilm a Goodtimes Entertainment gyártásában készült, a BKN International forgalmazásában jelent meg. Műfaja zenés kalandfilm és filmvígjáték.
Amerikában 2001. október 30-án, Magyarországon 2003. december 10-én adták ki DVD-n és VHS-en.

## Szereplők
| Szereplő                   | Eredeti hang              | Magyar hang        |
| -------------------------- | ------------------------- | ------------------ |
| Rudolf                     | Kathleen Barr             | Molnár Levente     |
| Gombóc, a hóember          | Richard Dreyfuss          | Csuja Imre         |
| Hermey, a fogorvos manó    | Scott McNeil              | Bartucz Attila     |
| Brummi maci (Játék tolvaj) | Rick Moranis              | Sztarenki Pál      |
| Klarissza                  | Elizabeth Carol Savenkoff | Bogdányi Titanilla |
| Mikulás                    | Gary Chalk                | Dobránszky Zoltán  |
| Böhöm                      | Gary Chalk                | Bácskai János      |
| Rapunzel                   | Mandy Moore               | Kocsis Mariann     |
| Mikulás felesége           | Kathleen Barr             | Némedi Mari        |
| Fogtündér                  | Kathleen Barr             | Mics Ildikó        |
| Persi, a malacpersely      | Kathleen Barr             | Grúber Zita        |
| Dolly baba                 | Kathleen Barr             | Oláh Orsolya       |
| Hinta ló                   | Kathleen Barr             | Oláh Orsolya       |
| Adina                      | Kathleen Barr             | Szabó Luca         |
| Tojó kardinális pinty      | Kathleen Barr             | saját hangján      |
| Yukon Cornelius            | Scott McNeil              | Várkonyi András    |
| Bumeráng                   | Scott McNeil              | Sörös Miklós       |
| Kacsa                      | Scott McNeil              | Sörös Miklós       |
| Üstökös, a rénszarvas edző | Scott McNeil              | Wohlmuth István    |
| Holdjáró király            | Colin Murdock             | Wohlmuth István    |
| Rénszarvas #1              | Colin Murdock             | N/A                |
| Manó vezető                | Peter Kelamis             | Csuha Lajos        |
| Papírsárkány               | Alec Willows              | Szokol Péter       |
| Hank                       | Brent Miller              | Pipó László        |
| Dizzy pörgettyű            | Terry Klassen             | Pipó László        |
| Telefon                    | Terry Klassen             | Pipó László        |
| Karcsi bohóc               | Lee Tockar                | Sörös Miklós       |
| Mézeskalács katona         | Lee Tockar                | Forró István       |
| Felhúzhatós egér           | Lee Tockar                | saját hangján      |

## Betétdalok
| Magyar                             | Magyar                                      | Angol                          | Angol                                                  |
| Dal                                | Előadó                                      | Dal                            | Előadó                                                 |
| ---------------------------------- | ------------------------------------------- | ------------------------------ | ------------------------------------------------------ |
| Rudolf, a legifjabb rénszarvas     | Fekete Zoltán                               | Rudolph The Red-Nosed Reindeer | Tony Bennett                                           |
| Rád és rám                         | Csőre Gábor                                 | Beyond The Stars               | Clark Anderson                                         |
| Rudolph és Hermey                  | Seder Gábor Stukovszky Tamás                | Keep Your Chin Up              | Scott McNeil Kathleen Barr                             |
| A kacatok szigetén                 | Harsányi Bence Stukovszky Tamás Seder Gábor | The Island of Misfit Toys      | Bruce Roberts Kathleen Barr Scott McNeil               |
| Mindig, minden álomszép            | Sági Tímea                                  | Everything is Beautiful        | Shawn Southwick                                        |
| A játék tolvaj dala                | Csuha Lajos                                 | The Toy Taker                  | Bruce Roberts                                          |
| Brummi maci dala                   | Csuha Lajos                                 | Mr. Cuddles                    | Bruce Roberts                                          |
| Gyönyörű a szent karácsony éjszaka | Faragó András Csuha Bori Seder Gábor        | The Best Christmas Ever        | Garry Chalk Scott McNeil Shawn Southwick Bruce Roberts |